# Battaglia di Saltanovka
La battaglia di Saltanovka, anche conosciuta come battaglia di Mogilev, fu uno scontro occorso durante l'invasione francese della Russia del 1812. Lo scontro può essere considerato una vittoria francese, viste le perdite superiori subite dai russi.

## Antefatti
La II Armata Occidentale Russa, sotto il comando del principe Petr Bagration, correva il rischio di essere accerchiata: le armate di Girolamo Bonaparte e del maresciallo Davout stavano convergendo, rispettivamente da ovest e da nord, sulle sue forze. Tentò di attraversare quanto prima il Dnepr e ricongiungersi con le forze del generale Barclay de Tolly, ma il passaggio attraverso il fiume era bloccato dal I Corpo di Davout, che aveva raggiunto la città di Mahilëŭ il 20 luglio, un giorno prima dei russi. L'avanguardia russa, guidata dal colonnello Sysoev si scontrò con alcune delle forze francesi al di fuori dalla città, nel villaggio di Dashkovka il 22 luglio.

## Prima della battaglia

### Preparativi francesi
Dopo la fine dello scontro con i russi e la loro ritirata, Davout spostò i suoi uomini a Saltanovka, a circa 8 miglia da Mahilëŭ, fortificando il ponte e la strada che portava ad esso: il torrente, piuttosto profondo, non avrebbe permesso il guado e l'unico altro ponte in zona, quello di Fatova, sarebbe stato fatto esplodere a breve. Il villaggio, circondato naturalmente dai boschi, con gli edifici fatti rinforzare e l'artiglieria appena posizionata era un'ottima posizione difensiva.
Le forze francesi consistevano in circa 28 000 uomini, 22 000 di fanteria ed i rimanenti di cavalleria, oltre a 55 cannoni. Le forze di fanteria erano divise in 5 reggimenti, a loro volta scaglionati in battaglioni e posizionati nella zona circostante Saltanovka: tre nel villaggio; uno a Fatova; quattro tra Fatova e Selets; due dietro a Fatova, a sorvegliare il torrente; sei tra Selets e Mahilëŭ ed infine tre in riserva.

### Preparativi russi
Bagration aveva a disposizione fino a 45 000 uomini nella sua armata, ma decise di impegnare in battaglia solo gli uomini del generale Raevskij, tra i 17 000 e i 20 000 uomini. L'idea di Bagration era di usare la forza di Raevskij in modo da garantire ad almeno una delle armate russe la possibilità di attraversare il fiume: se le forze di Davout fossero state "esigue", avrebbe dovuto attaccare la posizione e tenerle occupate, per facilitare l'attraversamento a Mahilëŭ, viceversa, avrebbe proseguito, attirandole a sé e catturando Orsha, facilitando alla I Armata Occidentale Russa l'attraversamento.

## La battaglia
Alle 8 del mattino, Raevskij condusse un attacco contro il ponte, al momento in mano francese. Sottoposti al pesante fuoco delle batterie francesi, subirono notevoli perdite. Nonostante il loro coraggio, non riuscirono a prendere il ponte.
Più fortuna ebbero le forze impiegate nel prendere Fatova: inizialmente le truppe russe presero il villaggio, ma due battaglioni francesi in riserva intervennero. Riposizionatesi su un'altura, le forze francesi bersagliarono il villaggio con l'artiglieria. All'insaputa dei russi, dietro al villaggio, tra i campi di grano, Davout aveva preparato un'imboscata, nascondendo 4 battaglioni tra le coltivazioni. I russi, colti di sorpresa dal contrattacco, subirono considerevoli perdite e furono costretti ad una fuga disordinata, lasciando che i francesi occupassero nuovamente il villaggio. Fatova cambiò di mano ancora un paio di volte, prima che i russi, sotto la minaccia di essere circondati dalle forze di Davout furono costretti ad abbandonarlo definitivamente.
Raevskij rinnovò il tentativo di passare il ponte, smontando da cavallo e guidando personalmente la carica. Davout impiegò tutte le sue riserve e l'artiglieria per rallentare il nemico ed impedire di attraversare il ponte. Lo sbarramento si dimostrò efficace, causando notevoli perdite tra le forze russe. Bagration, arrivato sul posto, ordinò una ritirata generale, avendo avuto notizia da alcuni prigionieri francesi di rinforzi in arrivo in favore di Davout.

## Conseguenze
La battaglia impedì a Bagration di unirsi al grosso dell'esercito russo di Michael Andreas Barclay de Tolly a Vicebsk, obbligando Bagration a ritirarsi a Smolensk.
I russi persero tra i 2 500 e i 5 200 soldati, con la stima maggiore fornita dal maresciallo Davout e composta da 1 200 morti e 4 000 feriti. Le stime delle perdite francesi variarono tra i 1 000 uomini (di cui 100 prigionieri del 108º reggimento di linea) ed i 4 134 morti, feriti e dispersi.